# Dryocopus martius
Il picchio nero (Dryocopus martius (Linnaeus, 1758)) è un uccello appartenente alla famiglia Picidae, diffuso in Eurasia; risulta essere l'unico appartenente al genere Dryocopus in Europa. Questa specie è stanziale e non migra.

## Descrizione
Picide di grandi dimensioni (lunghezza 45-47 cm, apertura alare 64-68 cm), il peso varia dai 250 ai 400 g. Ha ali arrotondate, coda appuntita, occhio giallo nell'adulto e azzurro nel giovane. Come gli altri picchi possiede piedi zigodattili (due dita rivolte in avanti e due posteriori) ed una coda rigida, adattamenti che gli consentono di arrampicarsi agevolmente sui tronchi verticali. Il becco color grigio avorio può apparire bianco a distanza. Il dimorfismo sessuale è limitato alla parte superiore della testa, che nel maschio risulta rossa, mentre nella femmina solo la nuca è rossa. 

## Distribuzione e habitat

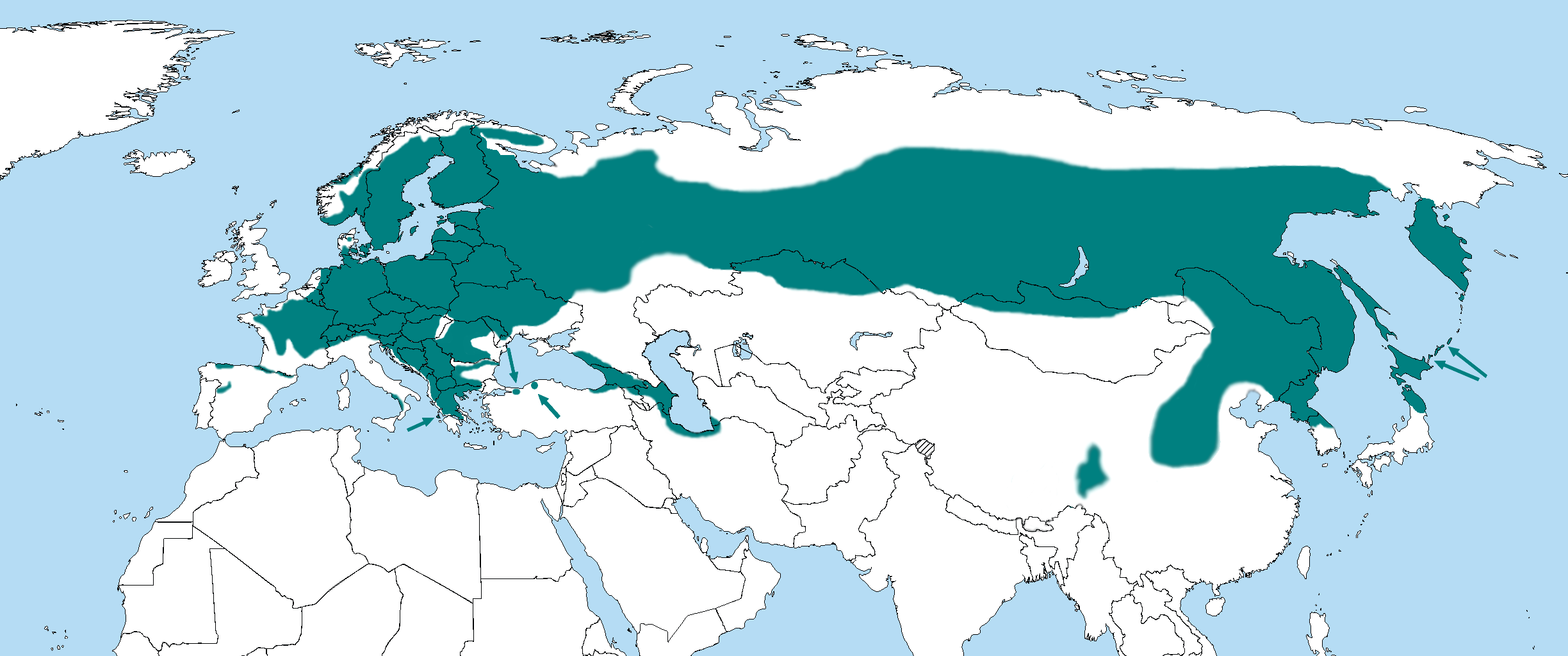
Areale del picchio nero

Il picchio nero risulta diffuso nel paleartico con due sottospecie. In Europa va dalla Spagna settentrionale fino alla Russia e alla Turchia, mentre risulta assente nell'arcipelago britannico e in Portogallo. In Italia è frequente sulle Alpi, mentre è frammentato e localizzato sugli Appennini. Inoltre, la specie risulta in espansione in ambiti di pianura in Piemonte, Lombardia, Veneto e Friuli Venezia Giulia. Nel periodo invernale si può spostare verso il fondovalle. Sull'Appennino Calabro (Pollino, Orsomarso, Sila e Aspromonte) sono presenti i nuclei riproduttivi all'estremo limite meridionale del continente europeo.
Il picchio nero preferisce boschi di faggio e abete bianco con alberi di grandi dimensioni e un'ampia superficie, anche se può adattarsi ad altri tipi di foreste; risulta favorito da spazi aperti, come radure e praterie, utili alla ricerca di cibo (in particolar modo formiche), soprattutto al di fuori della stagione riproduttiva

## Biologia
Il foro d'ingresso dei nidi, scavati su grandi alberi sprovvisti di rami bassi, è ellittico e alto almeno 9 cm (quasi circolare con diametro non superiore a 6 cm negli altri picchi europei). Gli scavi alimentari, di forma irregolare, possono raggiungere e superare i 15–20 cm di lunghezza.

### Voce
Inconfondibili sia i richiami che emette in volo (un metallico "krukrukrukrukrukru...") o posato (un lamentoso "klihh.."), sia il tambureggiamento territoriale, sonora raffica di colpi di becco su un tronco udibile a più di un chilometro.

### Alimentazione
Col forte becco scava il legno sia di alberi vivi, sia di tronchi secchi o marcescenti alla ricerca di insetti.
Anche i grandi formicai vengono divelti a colpi di becco, con successiva cattura delle piccole prede agevolata dalla lunga lingua, resa vischiosa dal secreto delle ghiandole salivari.

### Riproduzione

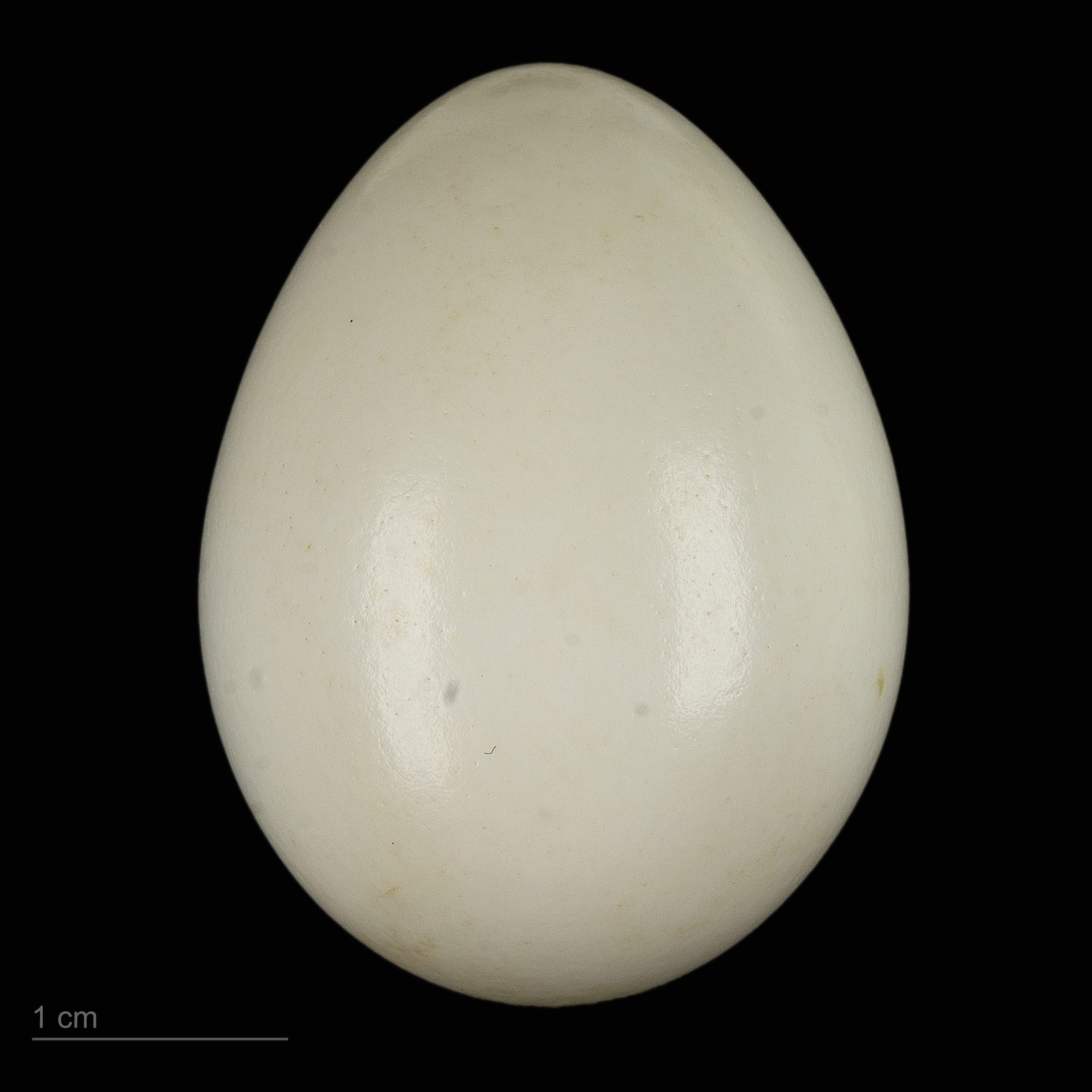
Uovo di Dryocopus martius pinetorum - Museo di Tolosa

Nidifica da marzo ad inizio estate. Ogni coppia nidificante necessita di ampie porzioni di foresta (dai 300 ai 600 ettari), all'interno o al margine delle quali costruisce più nidi scavati su varie essenze (in Valle d'Aosta, in ordine di importanza: pioppo tremulo, faggio, abete bianco, pino silvestre e larice). Le 4-5 uova sono covate da entrambi i sessi per 12-14 giorni e i piccoli abbandonano la cavità all'età di circa un mese. I nidi non utilizzati rappresentano utili ricoveri per una numerosa serie di animali, come la Civetta capogrosso, il Picchio muratore, lo Scoiattolo e alcuni pipistrelli, fino a insetti di vari ordini.

## Tassonomia
Il picchio nero è stato formalmente descritto da Linneo nel 1758 nella decima edizione del Systema Naturae sotto il nome Picus martius; attualmente fa parte del genere Dryocopus, introdotto dal naturalista Friedrich Boie. 
Sono state riconosciute due sottospecie:
- D. m. martius Linnaeus, 1758 - Tibet e Cina sud-occidentale
- D. m. khamensis Buturlin, 1906 - Dall'Europa occidentale alla Kamčatka e al Giappone

## Galleria d'immagini

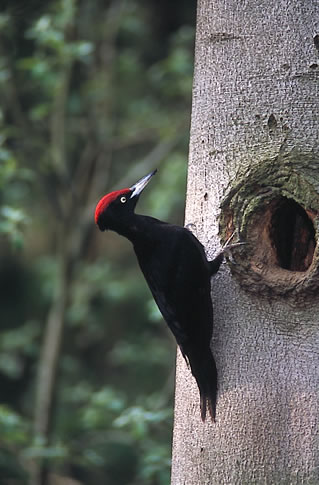
Dryocopus martius
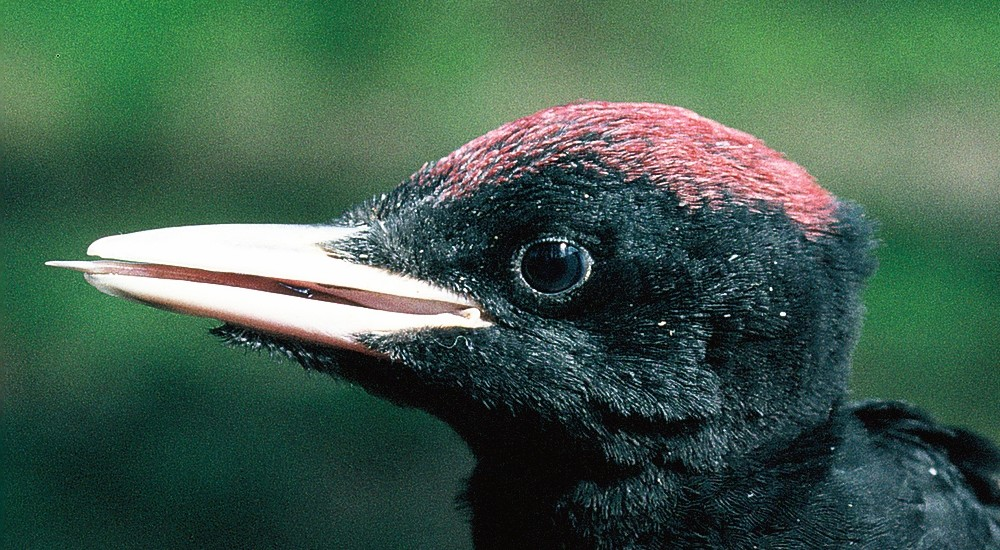
Dryocopus martius
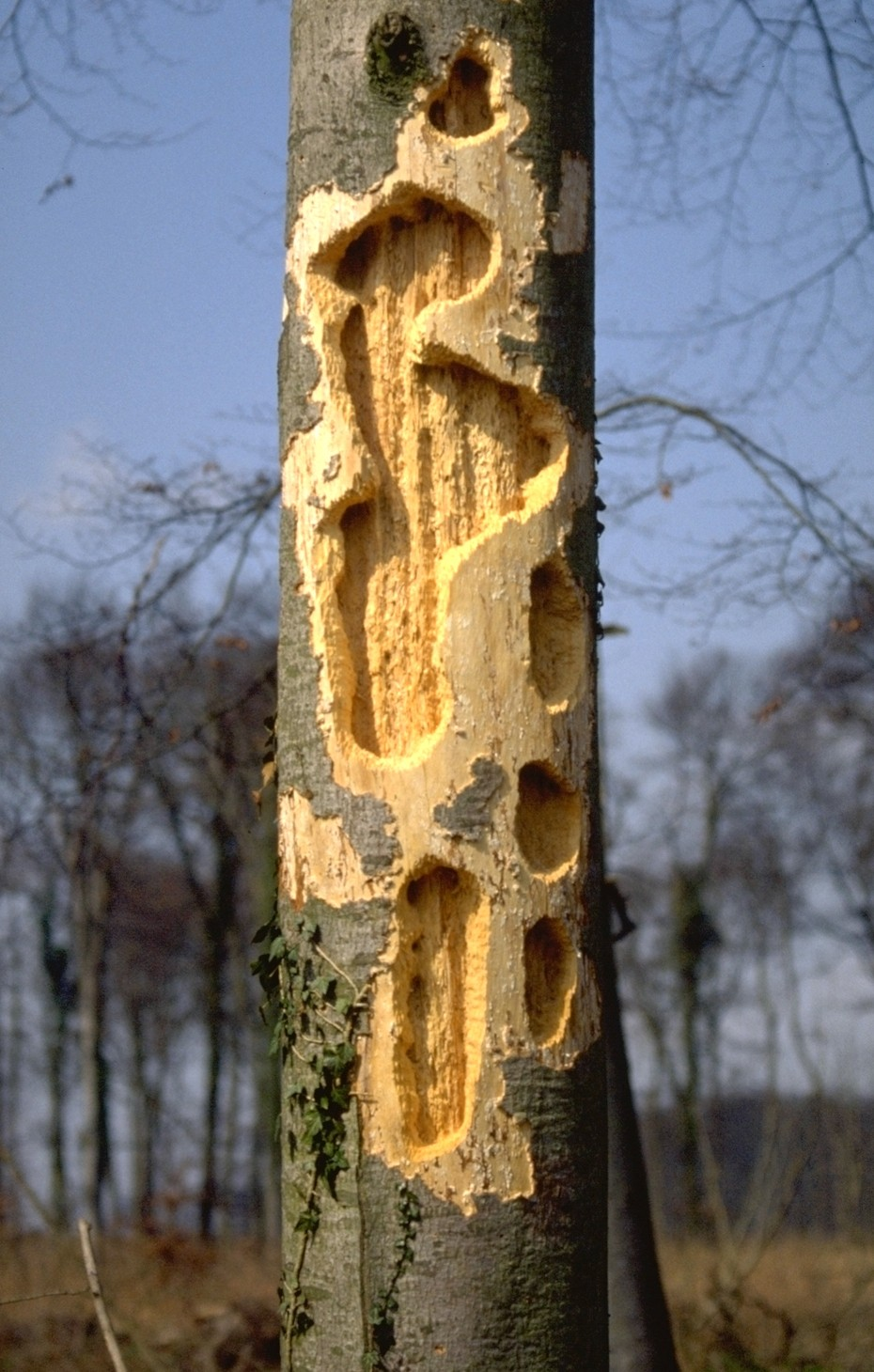
Cavità scavate da Dryocopus martius
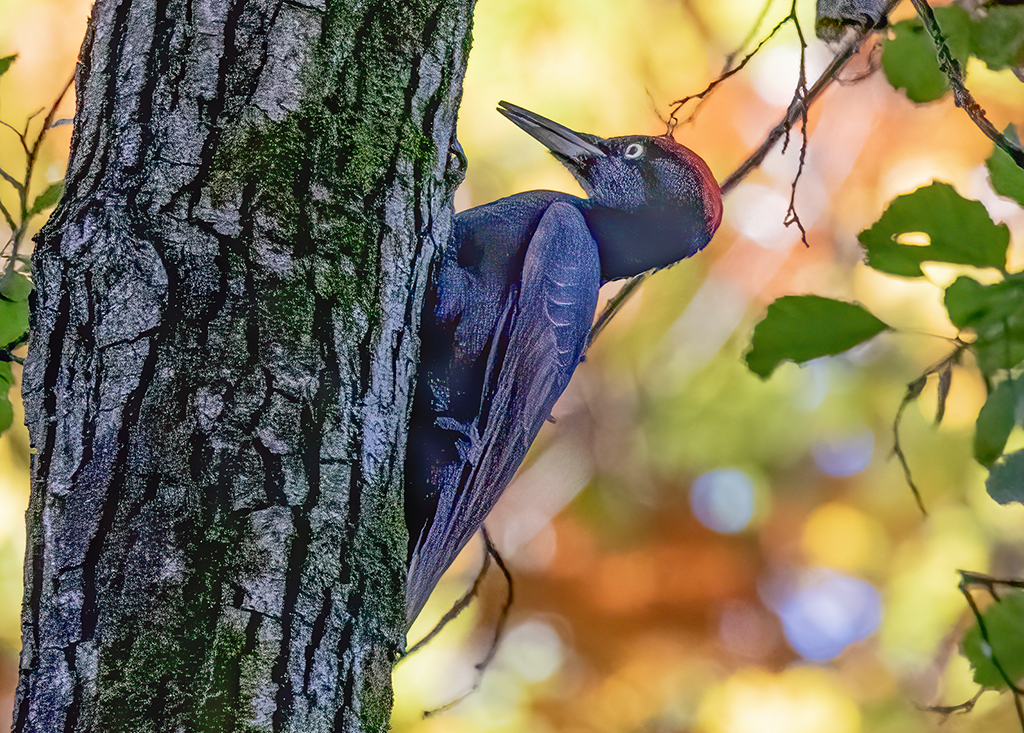
Dryocopus martius-maschio
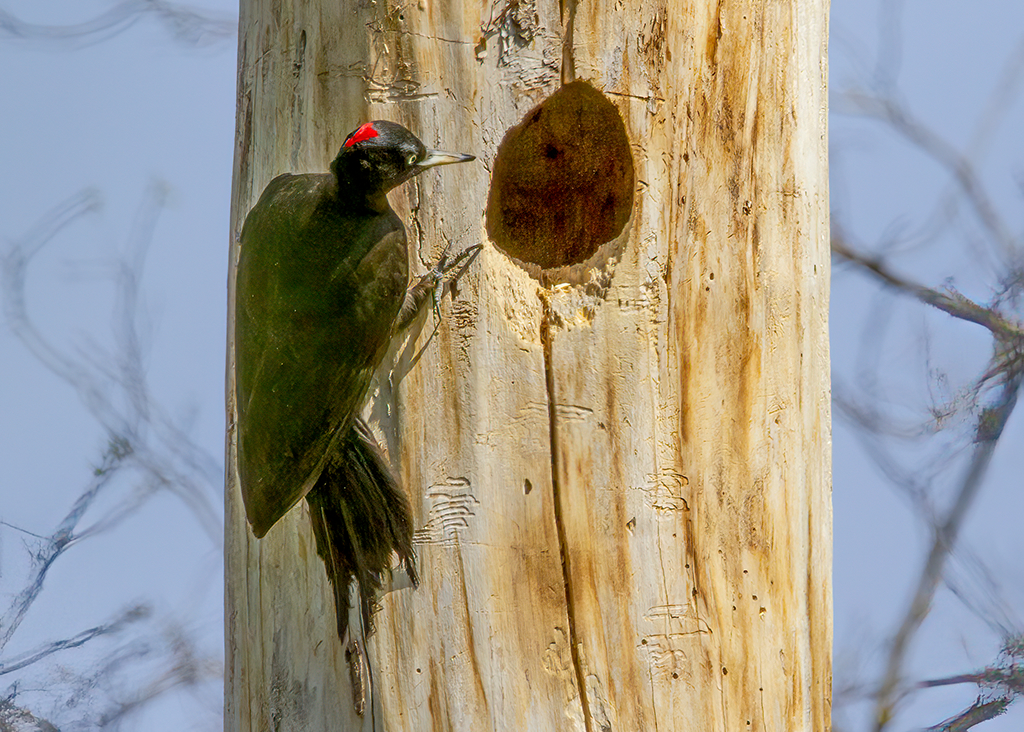
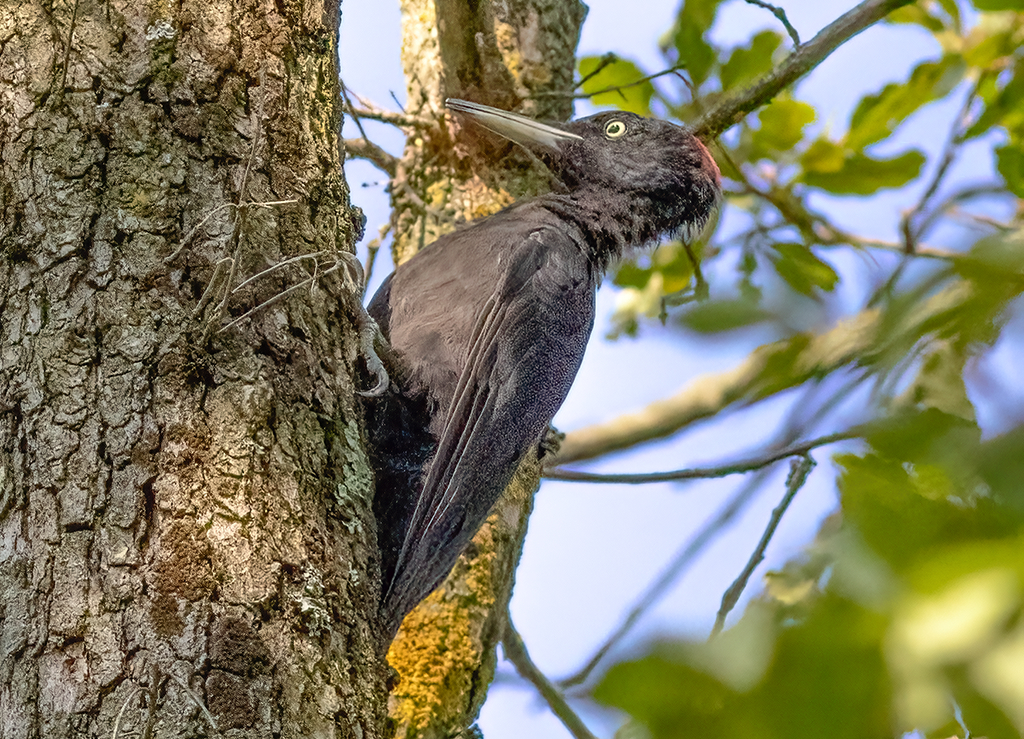
Dryocopus martius-femmina
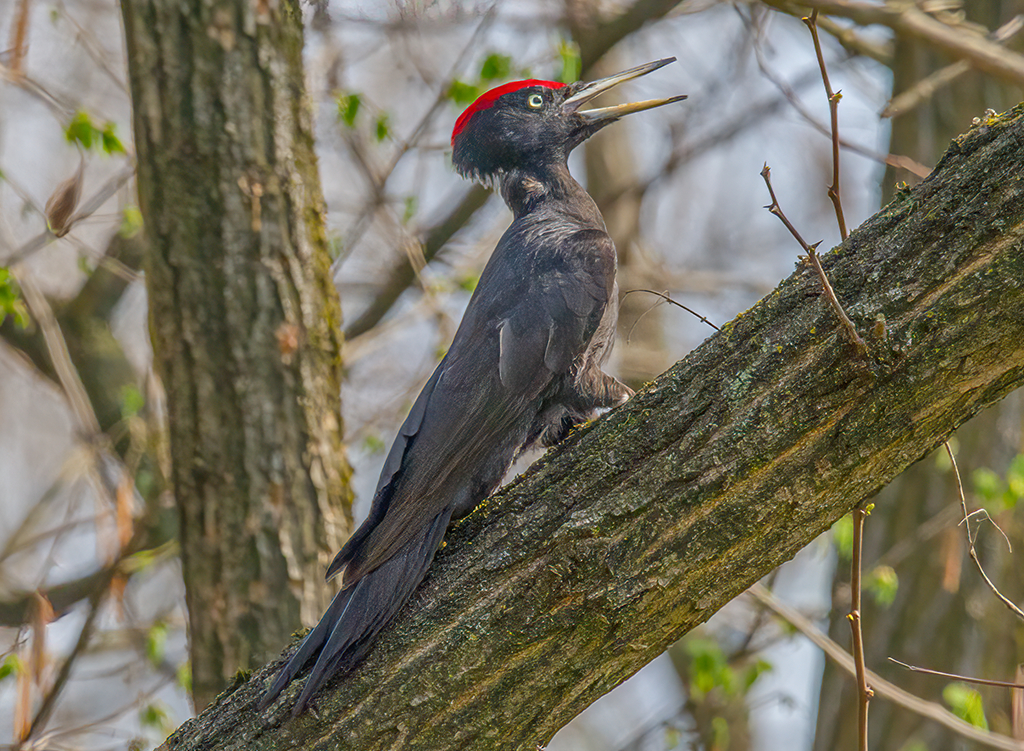
Dryocopus martius-maschio